# Ricardo Carvalho
Ricardo Alberto Silveira de Carvalho (pronunciación en portugués: /ʁiˈkaɾðu kɐɾˈvaʎu/; Amarante, 18 de mayo de 1978) es un exfutbolista y entrenador portugués que jugaba como defensa central.
Carvalho debutó en la máxima categoría del fútbol portugués en 1997 con la camiseta del Leça FC. Al año siguiente lo hizo con el Oporto. El primer título de su carrera fue la Supercopa de Portugal de 1998. Tras eso jugó cedido en el Vitória Setúbal y el Alverca convirtiéndose rápidamente en uno de los zagueros más prometedores de su país. Regresó al Oporto en 2001 y desde entonces —aparte de la Supercopa conseguida en 1998— conquistó otros siete títulos, el más importante de ellos la Champions League 2003-04.
Después de eso fichó por el Chelsea por €30 millones. En tierras británicas continúo con su senda de triunfos conquistando un total de diez títulos: Premier League (3), Copa de la Liga (2), FA Cup (3) y Community Shield (2). Además se consolidó como uno de los mejores centrales del mundo, compartiendo protagonismo con otros conocidos defensores como John Terry o el brasileño Alex.
En una operación relámpago en 2010 el Real Madrid le fichó por €8 millones. A sus 32 años el fichaje no pareció muy conveniente. Sin embargo en su primera temporada el central convence en la defensa blanca —disputa 31 partidos en Liga— conquistando además la Copa del Rey. A la segunda pierde protagonismo aunque de todas formas ganó la Liga. Su último título en España fue la Supercopa de España de 2012.
Fue internacional absoluto con la selección portuguesa hasta mediados de 2011, retornando frente a Serbia el 29 de marzo de 2015.

## Trayectoria
Con apenas 20 años Ricardo Carvalho debuta con la camiseta del equipo de sus amores: el Oporto. Pero pese a sus buenas cualidades el club estimó que el joven defensor pasara a otros equipos para foguearse y adquirir experiencia.

### Vitória Setúbal
Su destino sería el Vitória Setubal; club de la ciudad natal de José Mourinho, quien sería con el paso de los años uno de sus principales mentores. En su nuevo equipo Carvalho se convertiría en uno de los zagueros más prometedores de su país. En apenas 25 partidos lograría ganarse el respeto de los delanteros rivales y despertar el interés del modesto Alverca.

### Alverca
En el Alverca tampoco defraudaría y jugaría 29 partidos, en los cuales anotaría un gol.

### F. C. Porto

#### Temporada 2001-02
Terminaría finalmente su exilio y volvería al Oporto la temporada 2001/2002. Carvalho contaría con la confianza de su entrenador: Antonio Machado, pero el equipo no carbura y Machado es sustituido por José Mourinho a mitad de temporada. Con Mou todo cambia. El técnico de Setúbal vería en Carvalho una prolongación suya sobre el césped y el central se hace con las riendas de la zaga, disputando un total de 25 partidos en la competición doméstica.

#### Temporada 2002-03
La siguiente temporada sería muy fructífera en cuanto a títulos. De la mano de Mourinho, Carvalho y el Oporto conquistarían la Copa de la UEFA. El central sería titular en la final ante el Celtic Glasgow. Además ganaría la Liga, la Copa y la Supercopa de Portugal.

#### Temporada 2003-04
En 2004 repite la conquista de la Liga Portuguesa y ese mismo año obtiene el título más importante de su carrera: la Liga de Campeones. Igual que como ante el Celtic en la final de 2003, Carvalho sería titular y disputaría todo el partido ante el AS Monaco en el Veltins-Arena, antes llamado Arena AufSchalke,  que acabaría con una contundente victoria de 3-0 favorable al elenco portugués. Todos son elogios para Carvalho, pieza clave en el esquema del campeón europeo. Los medios lo destacan como un central completísimo. Colocación, velocidad, ambición y anticipación destacan entre sus principales cualidades. Eso despierta el interés de algunos grandes de Europa.

### Chelsea F. C.

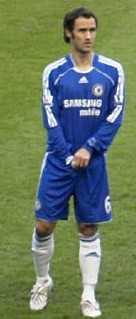
Carvalho en un partido de la Premier League en la temporada 2007-08

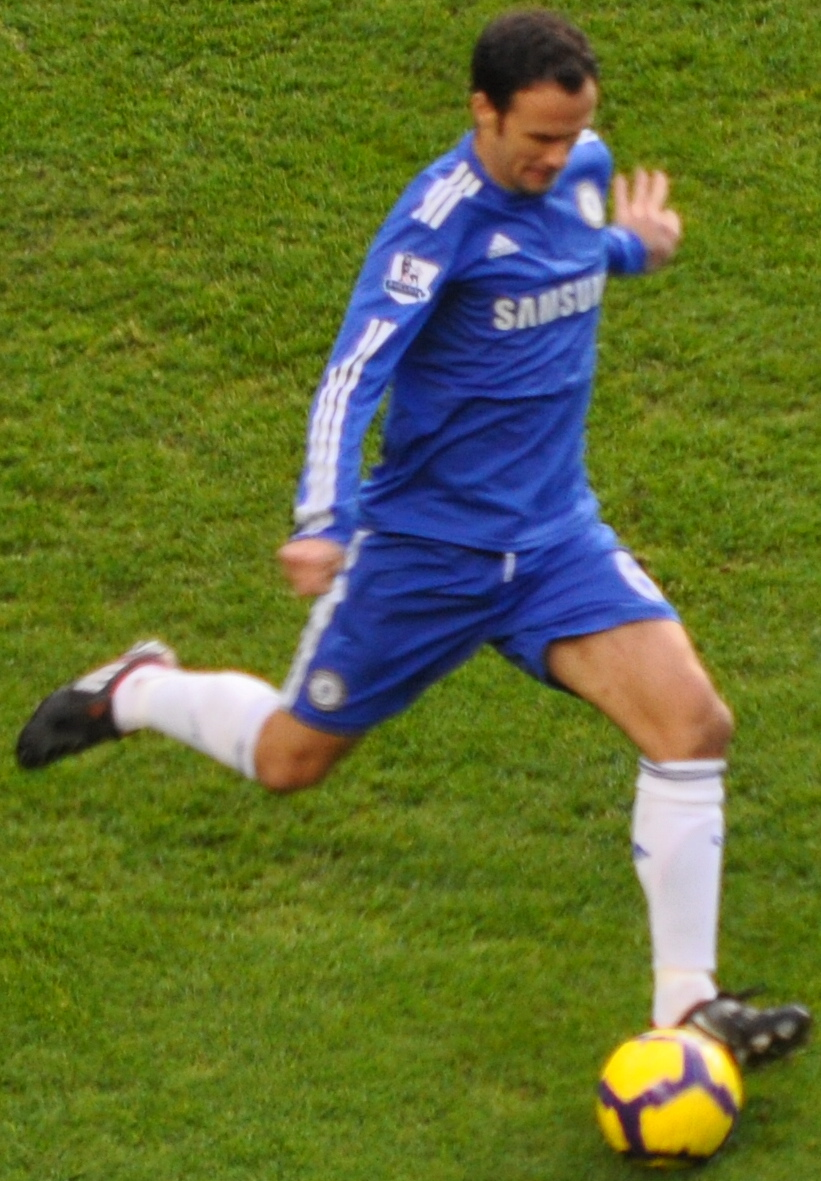
Carvalho en un partido contra el Fulham el 28 de diciembre de 2009.

Sería finalmente el Chelsea quien se haría con sus servicios por la no despreciable suma de 30 millones de euros. En Inglaterra coincide con Mourinho, que también acababa de fichar por los blues.
En su primera temporada en suelo inglés, la 2004/2005, Carvalho ganaría la Premier League y la Copa de la Liga de Inglaterra. Marcó su primer gol con el Chelsea en la victoria por 1-3 sobre Norwich City. Y su asociación con John Terry en el centro de la zaga fue aclamado como un factor determinante en la obtención de los dos títulos de aquella temporada. A esas alturas ya era considerado uno de los mejores defensas centrales del mundo. Pero no todo sería color de rosa: surgiría un malentendido entre Mourinho y el jugador que acabaría con este último en la grada durante varios partidos. Pero Carvalho supo sobreponerse y recuperaría la confianza de su entrenador, volviendo a ser un fijo en la defensa del conjunto londinense y finalizando su segunda temporada en Inglaterra con 24 partidos.
Vistiendo la camiseta del Chelsea Carvalho conquistaría variados títulos más: la temporada 2005-06 ganaría su primera Community Shield, la Premier League y la Copa de la Liga de Inglaterra; la 2006-07 obtendría su primera FA Cup y su tercera consecutiva Copa de la Liga; la 2008-09 su segunda FA Cup y la 2009-10 su segunda Community Shield, la Premier League y la FA Cup. Estos dos últimos trofeos por tercera y última vez.
El único título que se le resistió durante su estadía en Londres fue el de su segunda Liga de Campeones. De hecho estuvo a punto de conseguirla, pues el 21 de mayo de 2008 disputó la final del torneo ante el Manchester United en el Estadio Olímpico Luzhniki de Moscú. Los 'Diablos Rojos' saldrían vencedores mediante lanzamientos penales. A esas alturas el Chelsea ya no contaba con Mourinho, que había dejado el banquillo inglés en septiembre de 2007. Con la marcha del setubalense la carrera del central pareció estancarse. Ya sobrepasaba la treintena y sus mejores años parecían haber pasado. Pero todavía le quedaba un último gran desafío de la mano, como no, de José Mourinho. El técnico luso, que tras su marcha de Inglaterra había llevado al Inter de Milán a la cima de Europa, ficharía por el Real Madrid.

### Real Madrid
El 10 de agosto de 2010, Chelsea y Real Madrid llegaron a un acuerdo por el traspaso del central. El fichaje, petición expresa de Mourinho, se cifró en 8 millones de euros por un contrato de dos temporadas más una opcional. Esa misma tarde la página oficial del club hizo pública la operación:

Hablar de Ricardo Carvalho es hacerlo de un gran defensa central. Rápido, elegante y con un sentido de la colocación envidiable, ha conseguido convertirse en uno de los líderes de todos y cada uno de los equipos por los que ha pasado, así como de la selección portuguesa.

#### Temporada 2010-11

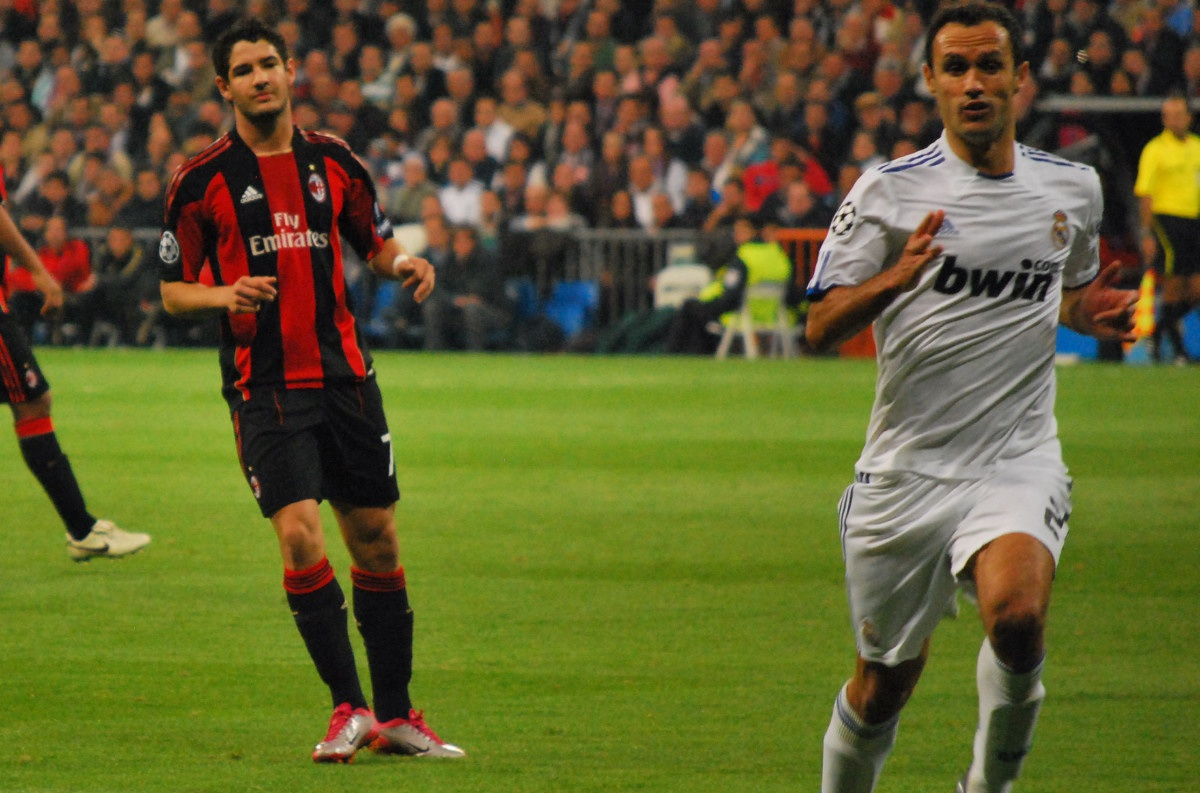
Pato (izquierda) con Carvalho (derecha) en un partido de la Champions League 2010-11

Su debut oficial con la elástica blanca sería el 29 de agosto de 2010 ante Mallorca, en encuentro correspondiente a la primera jornada de Liga. De esta forma Carvalho se convertía en el 8.º debutante más veterano en la competición con el Real Madrid. En la segunda jornada, ante Osasuna el 11 de septiembre, marcaría su primer gol de blanco. Único gol además de aquel partido que supuso la primera victoria del Madrid en aquella edición de la Liga.
El 7 de noviembre de 2010 jugaría su primer derbi madrileño, marcando el 1-0 tras pase de Gonzalo Higuaín. El partido acabaría 2-0 favorable a su equipo. El central sería considerado el mejor de los blancos en una publicación de la página oficial del club, así como en ediciones de otros medios.
El 20 de abril de 2011 conquistaría su primer título como jugador del Real Madrid: la Copa del Rey.
Al finalizar su primera temporada en España, Carvalho sumó un total de 3 goles en 31 partidos de Liga disputados.

#### Temporada 2011-12

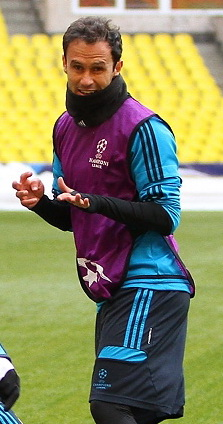
Carvalho, en un entrenamiento previo a un partido de la Champions League 2011-12

Su segunda temporada en España no sería de las mejores. Una serie de acontecimientos afectó su juego. El 'calvario' del central comenzó el 1 de octubre de 2011, en vísperas de viajar a Cornellá-El Prat para enfrentarse al Espanyol, cuando quedó fuera de la convocatoria por lesión. El club no facilitó ni un solo parte médico sobre su estado y solo Mourinho apuntó a una lumbalgia para justificar su ausencia. Se habló incluso de que Carvalho padecía reuma. Tras de dos meses, y cuando parecía que su regreso estaba muy próximo,  el club confirmó una nueva lesión. Su recuperación se prolongaría por 2 meses más.
Reaparecería finalmente el 28 de enero de 2012, disputando como titular todo el partido ante Zaragoza, que acabó con resultado de 3-1 favorable al Real Madrid. Pero su regreso sería solo momentáneo. La segunda temporada de Carvalho en España estaría muy lejos de parecerse a la primera, pese al buen inicio que había tenido el central portugués, que antes de la primera lesión era un fijo en el centro de la zaga. En los cuatro meses que estuvo alejado de los terrenos de juego Sergio Ramos se consolidó en el puesto y de ahí no se movió más en toda la temporada.
Al finalizar su segunda campaña en el Real Madrid Carvalho sumó apenas 8 partidos en Liga, en los cuales no convirtió goles.

### A. S. Mónaco
El 28 de mayo de 2013, es presentado como nuevo refuerzo de la A. S. Mónaco de la Ligue 1 para la temporada 2013-14 firmando por una temporada con otra opcional.
Carvalho fue expulsado por dos tarjetas amarillas el 10 de agosto de 2014, Mónaco comenzó su temporada con una derrota por 2-1 en casa ante el Lorient.
En julio de 2015, se firmó un nuevo contrato de un año, manteniéndose en el club hasta julio de 2016.
El 10 de agosto de 2016, se anunció que Mónaco no había renovado su contrato, poniendo fin a un contrato de tres años con el club de la Ligue 1.
En el mercado invernal de 2017, el Shanghai SIPG se hace con los servicios del jugador portugués al quedarse libre tras no renovar con su club.

## Selección nacional
Ha sido internacional con la selección de Portugal en 89 partidos marcando 6 goles. Fue campeón con su selección en la Eurocopa 2016, tras ganar a Francia por 1-0.

### Participaciones en Copas del Mundo
| Copa              | Sede      | Resultado        | Partidos | Goles |
| ----------------- | --------- | ---------------- | -------- | ----- |
| Copa Mundial 2006 | Alemania  | Cuarto lugar     | 6        | 0     |
| Copa Mundial 2010 | Sudáfrica | Octavos de final | 4        | 0     |

### Participaciones en Eurocopas
| Copa          | Sede            | Resultado        | Partidos | Goles |
| ------------- | --------------- | ---------------- | -------- | ----- |
| Eurocopa 2004 | Portugal        | Subcampeón       | 5        | 0     |
| Eurocopa 2008 | Austria · Suiza | Cuartos de final | 3        | 0     |
| Eurocopa 2016 | Francia         | Campeón          | 3        | 0     |

## Estadísticas

### Clubes
| Club | Div.          | Temporada     | Liga  | Liga  | Copas nacionales(1) | Copas nacionales(1) | Copa de la Liga(2) | Copa de la Liga(2) | Torneos internacionales(3) | Torneos internacionales(3) | Otros(4) | Otros(4) | Total | Total |
| Club | Div.          | Temporada     | Part. | Goles | Part.               | Goles               | Part.              | Goles              | Part.                      | Goles                      | Part.    | Goles    | Part. | Goles |
| --- | ------------- | ------------- | ----- | ----- | ------------------- | ------------------- | ------------------ | ------------------ | -------------------------- | -------------------------- | -------- | -------- | ----- | ----- |
| Leça F. C. Portugal | 1.ª           | 1997-98       | 22    | 1     | 2                   | 0                   | —                  | —                  | —                          | —                          | —        | —        | 24    | 1     |
| F. C. Porto Portugal | 1.ª           | 1998-99       | 1     | 0     | 0                   | 0                   | —                  | —                  | 0                          | 0                          | 0        | 0        | 1     | 0     |
| F. C. Porto Portugal | 1.ª           | 2001-02       | 25    | 0     | 2                   | 0                   | —                  | —                  | 10                         | 0                          | —        | —        | 37    | 0     |
| F. C. Porto Portugal | 1.ª           | 2002-03       | 18    | 1     | 6                   | 0                   | —                  | —                  | 7                          | 0                          | 1        | 0        | 32    | 1     |
| F. C. Porto Portugal | 1.ª           | 2003-04       | 29    | 2     | 3                   | 0                   | —                  | —                  | 13                         | 1                          | 1        | 0        | 46    | 3     |
| F. C. Porto Portugal | Total club    | Total club    | 73    | 3     | 11                  | 0                   | —                  | —                  | 30                         | 1                          | 2        | 0        | 116   | 4     |
| Vitória de Setúbal F. C. Portugal | 1.ª           | 1999-00       | 25    | 2     | 2                   | 0                   | —                  | —                  | —                          | —                          | —        | —        | 27    | 2     |
| F. C. Alverca Portugal | 1.ª           | 2000-01       | 29    | 1     | 3                   | 0                   | —                  | —                  | —                          | —                          | —        | —        | 32    | 1     |
| Chelsea F. C. Inglaterra | 1.ª           | 2004-05       | 25    | 1     | 1                   | 0                   | 3                  | 0                  | 10                         | 0                          | —        | —        | 39    | 1     |
| Chelsea F. C. Inglaterra | 1.ª           | 2005-06       | 24    | 1     | 3                   | 0                   | 0                  | 0                  | 8                          | 2                          | 0        | 0        | 35    | 3     |
| Chelsea F. C. Inglaterra | 1.ª           | 2006-07       | 31    | 3     | 5                   | 1                   | 4                  | 0                  | 10                         | 0                          | 1        | 0        | 51    | 4     |
| Chelsea F. C. Inglaterra | 1.ª           | 2007-08       | 21    | 1     | 2                   | 0                   | 4                  | 0                  | 10                         | 0                          | 1        | 0        | 38    | 1     |
| Chelsea F. C. Inglaterra | 1.ª           | 2008-09       | 12    | 1     | 2                   | 0                   | 0                  | 0                  | 4                          | 0                          | —        | —        | 18    | 1     |
| Chelsea F. C. Inglaterra | 1.ª           | 2009-10       | 22    | 0     | 1                   | 0                   | 0                  | 0                  | 5                          | 0                          | 1        | 1        | 29    | 1     |
| Chelsea F. C. Inglaterra | Total club    | Total club    | 135   | 7     | 14                  | 1                   | 11                 | 0                  | 47                         | 2                          | 3        | 1        | 210   | 11    |
| Real Madrid C. F. · España | 1.ª           | 2010-11       | 33    | 3     | 6                   | 0                   | —                  | —                  | 9                          | 0                          | —        | —        | 48    | 3     |
| Real Madrid C. F. · España | 1.ª           | 2011-12       | 8     | 0     | 1                   | 0                   | —                  | —                  | 2                          | 0                          | 2        | 0        | 13    | 0     |
| Real Madrid C. F. · España | 1.ª           | 2012-13       | 9     | 0     | 6                   | 0                   | —                  | —                  | 1                          | 0                          | 0        | 0        | 16    | 0     |
| Real Madrid C. F. · España | Total club    | Total club    | 50    | 3     | 13                  | 0                   | —                  | —                  | 12                         | 0                          | 2        | 0        | 77    | 3     |
| A. S. Monaco F. C. Francia | 1.ª           | 2013-14       | 37    | 0     | 3                   | 0                   | 0                  | 0                  | —                          | —                          | —        | —        | 40    | 0     |
| A. S. Monaco F. C. Francia | 1.ª           | 2014-15       | 25    | 0     | 1                   | 0                   | 2                  | 0                  | 6                          | 0                          | —        | —        | 34    | 0     |
| A. S. Monaco F. C. Francia | 1.ª           | 2015-16       | 33    | 2     | 1                   | 0                   | 2                  | 0                  | 8                          | 0                          | —        | —        | 44    | 2     |
| A. S. Monaco F. C. Francia | Total club    | Total club    | 95    | 2     | 5                   | 0                   | 4                  | 0                  | 14                         | 0                          | —        | —        | 118   | 2     |
| Shanghái SIPG China | 1.ª           | 2017          | 4     | 0     | 2                   | 0                   | —                  | —                  | 0                          | 0                          | —        | —        | 6     | 0     |
| Total carrera | Total carrera | Total carrera | 433   | 19    | 55                  | 1                   | 15                 | 0                  | 103                        | 3                          | 7        | 1        | 610   | 24    |
| (1) Incluye datos de la Copa de Portugal, FA Cup, Copa del Rey, Copa de Francia y Copa de China. (2) Incluye datos de la Copa de la Liga de Inglaterra y Copa de la Liga de Francia. (3) Incluye datos de la Liga de Campeones, Copa de la UEFA y Liga Europa. (4) Incluye datos de la Supercopa de Portugal, Supercopa de Europa, Community Shield y Supercopa de España. |               |               |       |       |                     |                     |                    |                    |                            |                            |          |          |       |       |

## Palmarés

### Campeonatos nacionales
| Título                | Club              | País       | Año  |
| --------------------- | ----------------- | ---------- | ---- |
| Supercopa de Portugal | F. C. Porto       | Portugal   | 1998 |
| Supercopa de Portugal | F. C. Porto       | Portugal   | 2001 |
| Primeira Liga         | F. C. Porto       | Portugal   | 2003 |
| Copa de Portugal      | F. C. Porto       | Portugal   | 2003 |
| Supercopa de Portugal | F. C. Porto       | Portugal   | 2003 |
| Primeira Liga         | F. C. Porto       | Portugal   | 2004 |
| Premier League        | Chelsea F. C.     | Inglaterra | 2005 |
| Copa de la Liga       | Chelsea F. C.     | Inglaterra | 2005 |
| Community Shield      | Chelsea F. C.     | Inglaterra | 2005 |
| Premier League        | Chelsea F. C.     | Inglaterra | 2006 |
| Copa de la Liga       | Chelsea F. C.     | Inglaterra | 2007 |
| FA Cup                | Chelsea F. C.     | Inglaterra | 2007 |
| FA Cup                | Chelsea F. C.     | Inglaterra | 2009 |
| Community Shield      | Chelsea F. C.     | Inglaterra | 2009 |
| Premier League        | Chelsea F. C.     | Inglaterra | 2010 |
| FA Cup                | Chelsea F. C.     | Inglaterra | 2010 |
| Copa del Rey          | Real Madrid C. F. | España     | 2011 |
| Campeonato de Liga    | Real Madrid C. F. | España     | 2012 |
| Supercopa de España   | Real Madrid C. F. | España     | 2012 |

### Campeonatos internacionales
| Título            | Club                  | Sede          | Año  |
| ----------------- | --------------------- | ------------- | ---- |
| Copa de la UEFA   | F. C. Porto           | Sevilla       | 2003 |
| Liga de Campeones | F. C. Porto           | Gelsenkirchen | 2004 |
| Eurocopa          | Selección de Portugal | Francia       | 2016 |

### Distinciones individuales
| Distinción                                           | Año  |
| ---------------------------------------------------- | ---- |
| Futbolista del año en Portugal                       | 2003 |
| Defensa del Año de la UEFA                           | 2004 |
| Equipo del año UEFA                                  | 2004 |
| Equipo del Torneo de la Eurocopa                     | 2004 |
| Nominado al FIFPro World XI                          | 2005 |
| Nominado al FIFPro World XI                          | 2007 |
| Nominado al FIFPro World XI                          | 2008 |
| Nominado al FIFPro World XI                          | 2011 |
| Equipo de las Estrellas de la Copa Mundial de Fútbol | 2006 |
| Jugador del año del Chelsea F. C.                    | 2008 |